# Bayhak
Bayhak fou un antic districte del Gran Khorasan a l'oest de Nixapur. Les principals ciutats eren Sabzawar i Khusrawdjird. Fou dominat pels àrabs musulmans dirigits per Abd Allah ibn Amir el 650/651. Sota els tahírides del Khorasan incloïa 390 llogarets. El 1153/1154 fou devastat per Yanaltegin. Llavors la seva població estava formada per xiïtes duodecimans. Personatges destacats del districte foren Nizam al-Mulk Abu Ali al-Hasan, visir d'Alp Arslan i Màlik-Xah I, Abd al-Razzak, fundador de la dinastia dels Sarbadar; i el poeta Ibn-i Yamin,.